# NGC 551
NGC 551 est une galaxie spirale barrée située dans la constellation d'Andromède. NGC 551 a été découverte par l'astronome germano-britannique William Herschel en 1786.

## Caractéristiques
Sa vitesse par rapport au fond diffus cosmologique est de 4 921 ± 20 km/s, ce qui correspond à une distance de Hubble de 72,6 ± 5,1 Mpc (∼237 millions d'al).
À ce jour, 14 mesures non basées sur le décalage vers le rouge (redshift) donnent une distance de 61,957 ± 5,843 Mpc (∼202 millions d'al), ce qui est à l'intérieur des valeurs de la distance de Hubble. Notons cependant que c'est avec la valeur moyenne des mesures indépendantes, lorsqu'elles existent, que la base de données NASA/IPAC calcule le diamètre d'une galaxie et qu'en conséquence le diamètre de NGC 551 pourrait être d'environ 42,2 kpc (∼138 000 al) si on utilisait la distance de Hubble pour le calculer.
La classe de luminosité de NGC 551 est II-III et elle présente une large raie HI.

## Groupe de NGC 507
NGC 551 fait partie du groupe de NGC 507. Ce vaste groupe comprend au  moins 42  galaxies dont 21 figurent au catalogue NGC et 5 au catalogue IC. Quatre membres de ce groupe sont aussi des galaxies de Markarian. La plus brillante de ces galaxies est NGC 507 et la plus grosse NGC 536. 